# 裏塘宣撫司
裏塘宣撫司是清代雅州府所屬的一個宣撫司，光緒三十二年改流置裏化縣。

## 屬官[2]
- 裏塘宣撫司：在打箭鑪西，本朝康熙五十七年土酋江擺歸附授職。
- 裏塘副宣撫司住牧與正土司同，本朝康熙五十七年土酋康卻江錯歸附，雍正七年授職。
- 瓦述毛了長官司在打箭鑪西，本朝雍正七年土酋索郎羅布歸附授職。
- 瓦述崇喜長官司在打箭鑪西，夲朝雍正七年土酋杜納台吉歸附授職。
- 瓦述曲登長官司在打箭鑪西，本朝雍正七年土酋康珠歸附授職。
- 瓦述嘓隴長官司在打箭鑪西，本朝嘉慶十二年土酋多金工布歸附授職。
  - 以上四長官司均屬裏塘
- 瓦述毛了土百戸，雍正七年授職。
- 毛述麻里土百户，嘉慶十二年土酋烏金七力歸附授職，亦屬裏塘。